# Dicaeum nitidum
Dicaeum nitidum е вид птица от семейство Dicaeidae.

## Разпространение
Видът е разпространен в Папуа Нова Гвинея.